# نورث هامبتون (نيوهامشير)
نورث هامبتون (بالإنجليزية: North Hampton, New Hampshire)‏ هي بلدة أمريكية تقع في الولايات المتحدة في Rockingham County. يقدر عدد سكانها بـ 4,301 نسمة ومساحتها 37.3 كم2وترتفع عن سطح البحر 24 متر.

## أعلام
- هوارد أندرو نوكس
- هنري ديربورن